# Puklina asphodelinae
Puklina asphodelinae är en stekelart som beskrevs av Boyadzhiev 2003. Puklina asphodelinae ingår i släktet Puklina och familjen finglanssteklar.
Artens utbredningsområde är Bulgarien. Inga underarter finns listade i Catalogue of Life.